# دانشگاه علوم و فنون مازندران

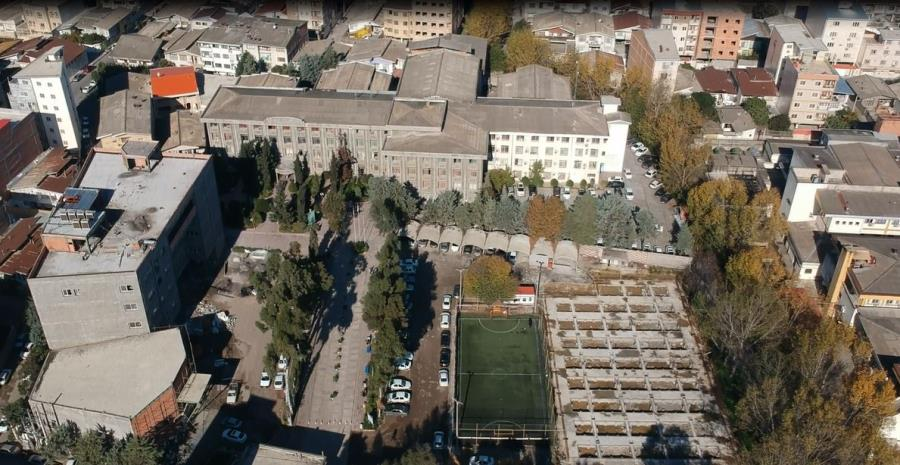
نمای هوایی از دانشگاه

دانشگاه علوم و فنون مازندران (بابل) به عنوان اولین دانشگاه غیرانتفاعی-غیردولتی کشور با مجوز رسمی از وزارت علوم، تحقیقات و فناوری در سال ۱۳۷۱ تآسیس شد و یکی از دانشگاه‌های مؤثر کشور در حوزه علم و فناوری و توسعه پایدار به‌شمار می‌آید.
این دانشگاه در استان مازندران و در شهر بابل واقع شده‌است. دانشگاه علوم و فنون بابل از بدو تأسیس همواره جزو سه دانشگاه غیرانتفاعی برتر کشور بوده‌است.
سطح فعالیت این دانشگاه در زمینه تربیت مدیران لایق و کارآمد در سطوح ارشد و دکترا بوده و با ارتباطات فعال خارج از کشور خود توانسته‌است در رشته‌های صنایع، MBA و کامپیوتر قدمهای ارزشمندی را بردارد. پاسخگویی به نیاز کشور به افراد متخصص، پاسخ به اشتیاق روزافزون جوانان به تحصیلات عالی و ایجاد زمینه پژوهشهای علمی-کاربردی از اهداف مبنایی این دانشگاه می‌باشد. این دانشگاه در چشم‌انداز خود توسعه ارتباط با دانشگاه‌های معتبر کشوری، بهره‌گیری از اساتید دانشگاه‌های معتبر استان، تدریس دروس در دوره کارشناسی ارشد و دکترا به زبان انگلیسی و ایجاد زمینه کارآموزی دانشجویان در خارج از کشور را قرارد داده‌است.

## دانشکده‌ها
- دانشکده فنی و مهندسی
- دانشکده مدیریت و فناوری
- دانشکده علوم

## رشته‌ها و مقاطع تحصیلی

### کارشناسی
- کارشناسی پیوسته: ۱- مهندسی صنایع، ۲- مهندسی مکانیک، ۳- مهندسی برق، ۴- مهندسی پزشکی، ۵- مهندسی کامپیوتر، ۶- مهندسی معماری، ۷- مهندسی عمران و ۸- آموزش زبان انگلیسی
- کارشناسی ناپیوسته: ۱- مهندسی تکنولوژی برق قدرت، ۲- مهندسی تکنولوژی نرم‌افزار و مهندسی تکنولوژی سخت‌افزار

### کارشناسی ارشد
- مهندسی صنایع (گرایش‌های: مدیریت بهینه‌سازی سیستم‌ها، مدیریت مهندسی، مدیریت نوآوری و فناوری، لجستیک و زنجیره تأمین، مدل‌سازی سیستم‌های کلان، آینده‌پژوهی، سیستم‌های مالی و مدیریت پروژه)،
- مهندسی برق (گرایش‌های: مدارهای مجتمع الکترونیک، الکترونیک قدرت و ماشین‌های الکتریکی و سیستم‌های قدرت)،
- مهندسی مکانیک (گرایش‌های: تبدیل انرژی و ساخت و تولید)،
- مهندسی عمران (گرایش سازه)،
- مهندسی شیمی (گرایش فرایندهای جداسازی)،
- مهندسی فناوری اطلاعات (گرایش IT) و
- مهندسی کامپیوتر (گرایش نرم‌افزار).
- مدیریت کسب و کار (MBA)،

### دکتری
- مهندسی صنایع

## رویدادها و فعالیت‌های پژوهشی
در حوزه پژوهشی، این دانشگاه با دانشگاه‌های IIT کانپور هندوستان، Hanyang کره جنوبی و IIT مدرس هندوستان تفاهم‌نامه منعقد نموده‌است.
سیزدهمین کنفرانس بین‌المللی مهندسی صنایع در تاریخ ۴ و ۵ اسفند ۱۳۹۵ به میزبانی دانشگاه علوم و فنون مازندران و تحت حمایت سیویلیکا برگزار گردید.
رتبه مرکز از نظر تولید علم در کل کشور (به استناد وب‌سایت : سیویلیکا): ۱۵۹
رتبه مرکز از نظر تولید علم در بین موسسات غیرانتفاعی:۳
رویداد استارتاپ گرایند در تاریخ ۲۴ آذر ۱۳۹۴ در دانشگاه علوم و فنون مازندران برگزار شد.

## نگارخانه

نقشه دانشگاه علوم و فنون مازندران سال ۹۵
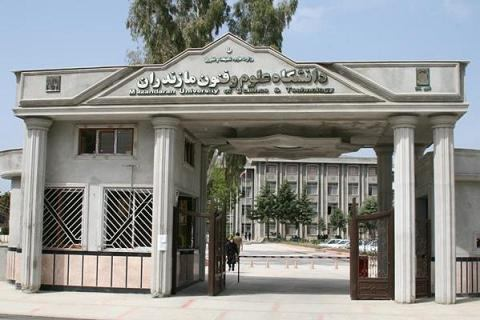
سردر ورودی دانشگاه علوم و فنون مازندران سال ۹۵

## پیوندها
- وب‌سایت رسمی دانشگاه علوم و فنون مازندران
- سامانه جامع دانشگاه علوم و فنون مازندران
- رقابت علمی و تخصصی دانشگاه